# Leucaena involucrata
Espèce
Statut de conservation UICN

 EN B1+2c : En danger
Leucaena involucrata est une espèce de plantes à fleurs de la famille des Fabaceae.

## Publication originale
- Anales del Instituto de Biología de la Universidad Nacional Autónoma de México, Botánica 65(2): 138–139(141), f. 8. 1994[1995].